# Christel Normann Kjällquist
Christel Ann-Louise Normann Kjällquist, född Nilsson, 9 november 1951, är en svensk skådespelare, dansare och musikalartist. Normann var verksam under 1970- och 1980 talen på bland annat Malmö Stadsteater, Oscarsteatern, Östgötateatern samt Pildamsteatern i Malmö. 

## Biografi
Normann började som balettelev på Malmö Stadsteater år 1959 och gick där fram till år 1970 då hon kom in på Statens scenskola musikdramatisk linje (numera Teaterhögskolan). Som lärare i radioteknik hade hon regissören Rune Formare som tog med henne till Pildamsteatern där hon spelade sommarteater med Ingvar Andersson mellan åren 1972 och 1984.
Scenskolan avslutades med en uppsättning av Figaros bröllop där hon hade rollen Cerubin.
Efter  scenskolan följde en turné med Riksteatern och musikalen Annie get your gun, år 1974. När den turnén avslutades anställdes hon på dåvarande Malmö Stadsteater fram till år 1979, då hon flyttade till Stockholm för att göra Maggie i orginaluppsättning av A chourus line på Oscarsteatern. Hon blev kvar på Oscarsteatern fram till år 1982 då hon flyttade till Norrköping och Östgötateatern. Där hade rollen som Mary Turner i Gershwinmusikalen Of thee I sing samt en del roller i andra föreställningar.
År 1983 kom Normann tillbaks till Malmö Stadsteater för att spela frälsningssoldaten Sarah Brown i musikalen Guys and dolls, därefter följde roller i Två man om en änka, La cage aux folles, O mein papa, Stepping out, Can Can, Leendets land med mera fram till 1989 då hon omskolade sig till sjukgymnast och verkade som det fram till pensionering 2016.

### Familj
Normann var gift med Trubaduren Jan Normann år 1975-1977. År 1982 gifte hon sig med dansaren och sjukgymnasten Patrik Kjällquist. Har en son Mattias Kjällquist född 1975

## Teater i urval
| År   | Roll        | Produktion                                         | Regissör           | Övriga Medverkande | Teater              |
| ---- | ----------- | -------------------------------------------------- | ------------------ | --- | ------------------- |
| 1970 |             | Clownen Beppo                                      | Rickard Bark       | Stellan Agerlo, Adrienne Lombard, Sölve Dogertz, m.fl.                                                                     | Nya teatern Malmö   |
| 1977 |             | Fröken Rosita                                      | Eva Sköld          | Hanna Landing, Marianne Hedengrahn, Lars Passgård, m.fl.                                                                   | Malmö Stadsteater   |
| 1978 |             | Nyårsrevyn Påsen                                   | Urban Lindh        | Maj Lindström, Åke Jörnfalk, Arne Strömgren, Svend Bunch, Håkan Mohede, Lars Wallin, Anders Albien, m.fl.                  | Nya teatern Malmö   |
| 1978 |             | Winerblod, operett av Johan Strauss D.Y            | Bertil Thiwång     | Ing-Britt Stiber, Björn Forsberg, Stina Kajsa Holm, Elisabeth Assarsson, Curt Spångberg, Tommy Juth, mfl.                  | Malmö Stadsteater   |
| 1979 | Maggie      | A Chourus line                                     | Baayork Lee        | Conny Borg, Krister st. Hill, My Holmsten, Birgitta Egerbladh, Christel Hansson, m.fl.                                     | Oscarsteatern       |
| 1980 | Gerda       | Snödrottningen, Opera av Laszlo Beer               | Sten Lonnert       | Bengt Krantz, m.fl | Jarlateatern        |
| 1982 | Mary Turner | Of thee I sing, musikal av George och Ira Gershwin | Torsten Sjöholm    | Walter Norman, Liselott Lindeborg, Tore "Knatten" Andersson, Inga-Lill Andersson, Bojan Westin, Birgitte Söndergaard, m.fl | Östgötateatern      |
| 1983 | Mimmi       | Två man om en änka                                 | Albert Goubier     | Nils Poppe, Agneta Lindén, Bo Lindström, Annika Lundgren, m.fl.                                                            | Nya teatern Malmö   |
| 1984 | Sarah Brown | Guys and Dolls                                     | Gordon Marsh       | Björn Forsberg, Arne Strömgren, Marianne Wesén, Pierre Lindstedt, Håkan Mohede, m.fl.                                      | Malmö Stadsteater   |
| 1985 | Claudine    | Can Can                                            | Arne Strömgren     | Ing-Britt Stiber, Björn Forsberg, Rune Ek, Göran Sönnerstedt, m.fl.                                                        | Nya teatern Malmö   |
| 1985 | Lynne       | Stepping out                                       | Andris Blekte      | Marianne Mörck, Gunilla Poppe, Annika Lundgren, m.fl.                                                                      | Nya teatern i Malmö |
| 1986 | Anna        | o mein papa                                        | Leif Söderström    | Paul Glaser, Ing-Britt Stiber, Curt Spångberg, Håkan Mohede, Marianne Wesén, m.fl.                                         | Malmö Stadsteater   |
| 1985 | Angelique   | La cage aux folles                                 | Richard Balestrino | Jan Malmsjö, Gaby Stenberg, Pierre Lindstedt, Kenneth Milldoff, m.fl.                                                      | Malmö Stadsteater   |
| 1987 | Nicole      | La cage aux folles                                 | Richard Balestrino | Lars Junggren, Klaus Wegener, Mads Mikkelsen, Kenneth Kreutzmann, Thomas Bendixen, m.fl                                    | Århus teater        |
| 2007 |             | Upp till camping                                   | Ulf Björkegren     | Nils Gunnar Snygg m.m | Trelleborgsrevyn    |

## Televison
- 1977 Det Drömmande barnet
- 1980 Midsommardröm i Fattighuset